# Girkenhausen
Girkenhausen war eine Hofschaft in Hückeswagen im Oberbergischen Kreis im Regierungsbezirk Köln in Nordrhein-Westfalen (Deutschland). Die Hofschaft wurde für die Erweiterung der Bevertalsperre 1938 abgetragen und der Standort ist heute überflutet.

## Lage und Beschreibung
Girkenhausen lag im Tal der Bever im östlichen Hückeswagen an der Stadtgrenze zu Radevormwald. Nachbarorte waren das ebenfalls abgegangene Platzhausen, Siepersbever, Funkenhausen, Eckenhausen und Kleinhöhfeld auf Hückeswagener und Stoote und Stooter Mühle auf Radevormwalder Stadtgebiet.

## Geschichte
1532 wurde der Ort das erste Mal in einer Einwohnerliste Hückeswagens urkundlich erwähnt. Schreibweise der Erstnennung: Geritckehusen. Die Karte Topographia Ducatus Montani aus dem Jahre 1715 zeigt den Hof als Gerickhusen. Im 18. Jahrhundert gehörte der Ort zum bergischen Amt Bornefeld-Hückeswagen.
1815/16 lebten 17 Einwohner im Ort. 1832 gehörte Girkenhausen der Herdingsfelder Honschaft an, die ein Teil der Hückeswagener Außenbürgerschaft innerhalb der Bürgermeisterei Hückeswagen war. Der laut der Statistik und Topographie des Regierungsbezirks Düsseldorf als Weiler kategorisierte Ort besaß zu dieser Zeit ein Wohnhaus und zwei landwirtschaftliche Gebäude. Zu dieser Zeit lebten 15 Einwohner im Ort, allesamt evangelischen Glaubens.
Im Gemeindelexikon für die Provinz Rheinland werden 1885 ein Wohnhaus mit zwölf Einwohnern angegeben. Der Ort gehörte zu dieser Zeit zur Landgemeinde Neuhückeswagen innerhalb des Kreises Lennep. 1895 besitzt der Ort ein Wohnhaus mit neun Einwohnern, 1905 ein Wohnhaus und neun Einwohner.
1898 wurde die alte Bevertalsperre aufgestaut, an deren Ufer Girkenhausen seitdem lag. Als die Talsperre 1938 vergrößert wurde, lag die Hofschaft im projektierten erweiterten Stauraum, wurde niedergelegt und überflutet.